# Zenithoptera fasciata
Zenithoptera fasciata е вид водно конче от семейство Libellulidae. Видът не е застрашен от изчезване.

## Разпространение
Разпространен е в Бразилия, Венецуела, Гвиана, Колумбия, Коста Рика, Перу, Суринам, Тринидад и Тобаго и Френска Гвиана.